# Maschewe
Maschewe (ukrainisch Машеве; russisch Машево Maschewo) ist ein Dorf im Norden der ukrainischen Oblast Tschernihiw mit etwa 850 Einwohnern (2001).
Das im fünfzehnten Jahrhundert erstmals schriftlich erwähnte Dorf liegt am Ufer der Irwanez (Ірванець), einem 35 km langen, linken Zufluss der Rewna (Ревна) sowie an der Regionalstraße P–65 zwischen dem 21 km nordwestlich liegenden ehemaligen Rajonzentrum Semeniwka und der 38 km südöstlich liegenden Stadt Nowhorod-Siwerskyj. Das Oblastzentrum Tschernihiw befindet sich 140 km südwestlich vom Dorf.
Am 14. Juli 2017 wurde das Dorf ein Teil der neugegründeten Stadtgemeinde Semeniwka, bis dahin bildete es zusammen mit dem Dorf Ferubky (Ферубки) die gleichnamige Landratsgemeinde Maschewe (Машівська сільська рада/Maschiwska silska rada) im Nordosten des Rajons Semeniwka.
Am 17. Juli 2020 kam es im Zuge einer großen Rajonsreform zum Anschluss des Rajonsgebietes an den Rajon Nowhorod-Siwerskyj.